# Asterix i Indien
Asterix i Indien (franska: Astérix chez Rahàzade) är det 28:e seriealbumet om Asterix. Det publicerades första gången 1987. Det är den fjärde boken i serien som skrevs efter René Goscinnys död; såväl bild som text är därför skapade av Albert Uderzo.
Den fullständiga franska titeln på albumet är Astérix chez Rahazade ou Le compte des mille et une heures (Asterix möter kära Zade eller 1001-timmars nedräkningen), vilket är en anspelning på Scheherazade och den berömda sagosamlingen Tusen och en natt.

## Handling
Barden Troubadix' falsksång blir bara värre; nu börjar det dessutom att regna så fort Troubadix tar ton! Inte populärt! Men i Indien, i rajahn Vanudos rike i Ganges-dalen, har man omvänt problem; där lider man av torka, och det kommer inte en droppe regn. Den lömske gurun Sepophan kräver att rajahns enda dotter, prinsessan kära Zade (franska: Rahazade) offras till gudarna för att skänka folket regn, men Sepophan vill bara bli av med tronarvingen för att kunna göra sig själv till rajahns efterträdare. Den vise fakiren Vemedu vet dock råd; han har hört, att i en liten by i Gallien bor det en man som sjunger så gräsligt falskt att det börjar att regna så fort han börjar sjunga. Vemedu reser genast till Gallien på sin flygande matta…

## Orientaliska kopplingar
Den orientaliska delen av denna berättelse har tydliga kopplingar till Iznogoud (Iznogouds äventyr har ju delvis samma skapare som Asterix); Sepophan vill bli rajah istället för rajahn, liksom Iznogoud vill bli kalif i Bagdad i stället för kalifen.